# Порт Рашид
Порт Рашид (араб. ميناء راشد; mina'a rāšid) — рукотворний круїзний термінал у Дубаї, Об'єднані Арабські Емірати. Це був перший комерційний порт Дубая, у 2018 році вантажні операції перемістилися в порт Джабаль-Алі. Нині він слугує прибережним напрямком, місцем для туристичних круїзів і житловим районом. Це постійний порт лайнера Куїн Єлізабет 2.

## Історія
Порт названий на честь шейха Рашида бін Саїда Аль-Мактума і був відкритий у 1972 році. На той час у порту було лише два портальні крани та місткість менш як 100 000 TEU. У 1978 році порт було розширено до 35 причалів (п'ять з яких могли використовуватися для найбільших на той час контейнеровозів). Пізніше порт який має глибину 13 метрів, мав 9 портальних кранів і місткість 1 500 000 TEU.
Порт Рашид надав причали для генеральних вантажів, ролкерам та пасажирським судам. На початку 1980-х років Порт Рашид був доповнений порт Джабаль-Алі, який знаходиться далі від комерційного центру Дубая поблизу кордону з Абу-Дабі.